# SX-9
SX-9 je superračunalo tvrtke NEC. Prethodnik mu je računalo SX-6. SX-6 radi na 3.2 GHz i postiže nešto više od 100 GFLOPS. Jedan čvor može imati do 16 CPU-a i do 1 TB RAM-a. SX-9 može imati maksimalno 512 čvorova i dostizati 970 TFLOPS. Operativni sustav je NEC SUPER-UX Unix-like.

## NEC SX-9 - svojstva superračunala
- 1.6 TFLOPS po čvoru
- Do 16 CPU po čvoru, izrađenih u 65nm CMOS tehnologiji
- Do 64 GB memorije po jednom CPU, 1 TB u jednom čvoru.
- Do 4 TB/s propusnosti po čvoru, 256 GB/s po CPU
- Do 512 podržanih čvorova
- 50% manja potrošnja električne energije u usporedbi sa superračunalom NEC SX-8R

## Pogledajte također
- NEC Corporation
- NEC SX-6
- NEC SX-8
- SUPER-UX
- SX architecture

## Vanjske poveznice
- NEC's High Performance Computing page  Arhivirana inačica izvorne stranice od 7. srpnja 2009. (Wayback Machine)
- NEC HPCE: SX Series  Arhivirana inačica izvorne stranice od 28. listopada 2007. (Wayback Machine)